# Volkszanger

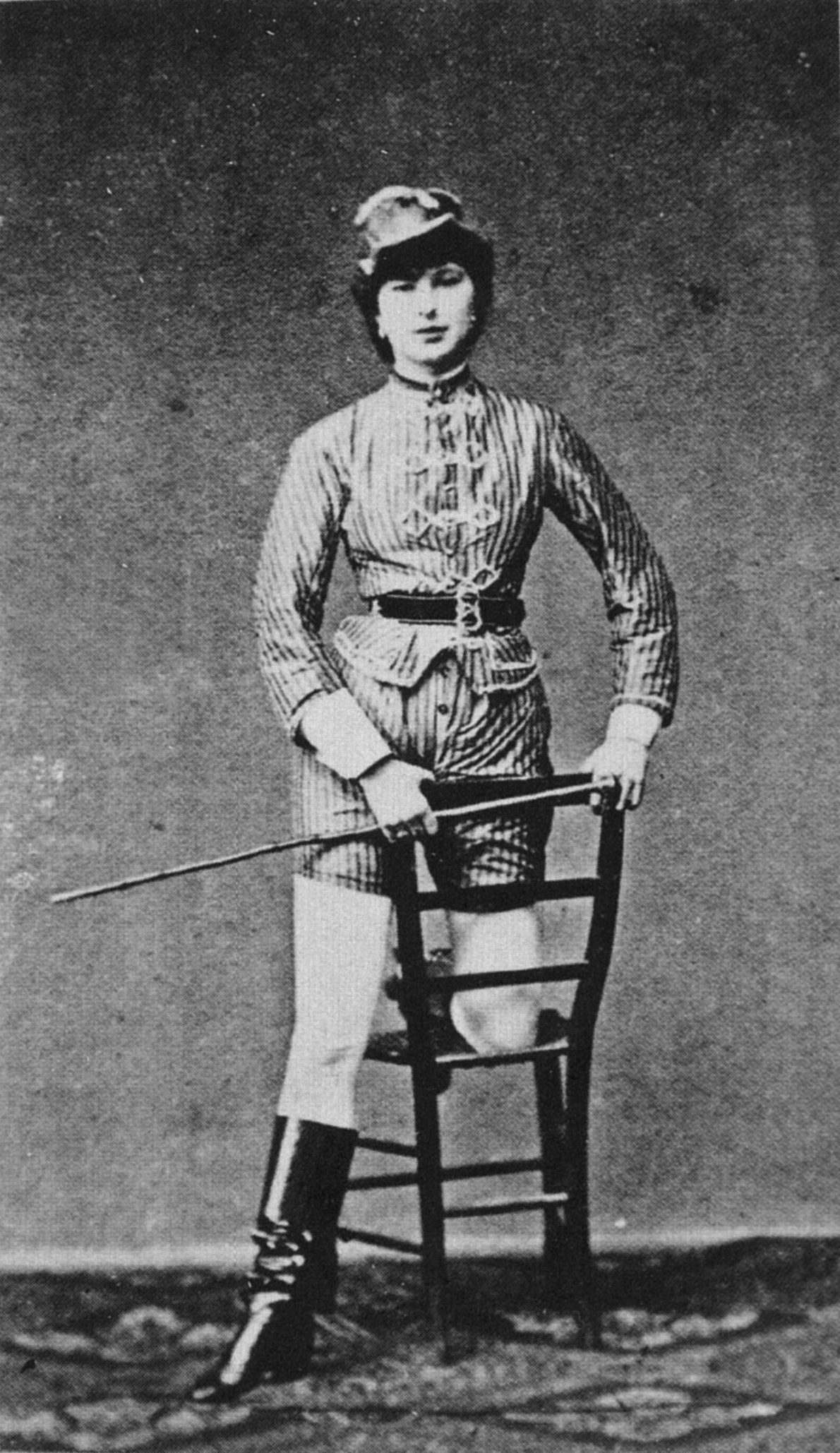
De Weense volkszangeres Emilie Turecek omstreeks 1870

Een volkszanger is een vertolker van (levens)liederen en smartlappen. Vaak zingen volkszangers over dagelijkse problemen waarbij ze gebruikmaken van meezingers en makkelijk in het gehoor liggende melodieën. Volkszangers zijn vooral populair in Nederland, België en Duitsland.

## Bekende volkszangers met een artikel op Wikipedia

### Nederland
- Willeke Alberti
- Willy Alberti
- Koos Alberts
- Arno en Gradje
- Lou Bandy
- Frans Bauer
- Peter Beense
- Thomas Berge
- John de Bever
- Wimmie Bouma
- Ammar Bozoglu
- Corry en de Rekels
- Ben Cramer
- Grad Damen
- Heintje Davids
- Louis Davids
- Willy Derby
- Roy Donders
- Frans Duijts
- Jo Erens
- Gert en Hermien
- Gordon
- Renée de Haan
- De Havenzangers
- André Hazes
- Jannes
- Johnny Hoes
- Johnny Jordaan
- Pierre Kartner
- Aad Klaris
- Wolter Kroes
- Wilma Landkroon
- Charlène de Lange
- Tante Leen
- Dirk Meeldijk
- Danny de Munk
- Manke Nelis
- Ad Nijkamp
- Arie Passchier
- Dries Roelvink
- Marco Schuitmaker
- Hein Simons
- Jan Smit
- Koos Speenhoff
- Frans Theunisz
- Gert Timmerman
- Gerard de Vries
- Django Wagner
- Marianne Weber
- John West
- Aalt Westerman
- Griet Wiersma
- Zanger Rinus
- Zangeres Zonder Naam

### Vlaanderen
- Lionel Bauwens alias Tamboer
- Walter De Buck
- Stafke Fabri
- Rocco Granata
- Margriet Hermans
- Jo met de Banjo
- Juul Kabas
- Kamiel
- Frans Lamoen
- John Lundström
- Willy Lustenhouwer
- Bobbejaan Schoepen
- De Strangers (muziekgroep)
- Wannes Van de Velde
- Willem Vermandere
- Karel Waeri
- Eddy Wally